# Altdeutscher
Als Altdeutsche werden Deutsche aus anderen Reichsteilen bezeichnet, die nach dem Frieden von Frankfurt 1871 in das von Frankreich an das neu gegründete Deutsche Reich abgetretene Elsaß-Lothringen umzogen. Das Verhältnis dieser Altdeutschen zu den Elsässern und Lothringern war über eine lange Zeit spannungsbehaftet. Nach der Rückgabe von Elsaß-Lothringen an Frankreich nach dem Ersten Weltkrieg erfolgte die Vertreibung von nahezu allen Altdeutschen.

## Eingliederung von Elsaß-Lothringen in das Reich

### Kulturelle Differenzen zwischen Altdeutschen und Eingesessenen
Die Grenzziehung im Bereich des Elsass folgte im Wesentlichen der Sprachgrenze entlang dem Hauptkamm der Vogesen (Hauptartikel hierzu ist Sprachen und Dialekte im Elsass). In Lothringen wurde die ehemals Freie Reichsstadt Metz mitsamt Festung und Umland – vor allem aus strategischen Beweggründen – dem Deutschen Reich zugeschlagen. Das so entstandene Reichsland war weit überwiegend deutschsprachig. Dennoch fühlten sich die Einwohner überwiegend als Lothringer oder Elsässer (nicht als Elsaß-Lothringer, eine solche regionale Identität gab es nicht) und verfügten – unabhängig von der Muttersprache – über eine starke regionale Identität, die auch eine emotionale Bindung an Frankreich beinhaltete. Diese deutsch-französische Doppelkultur war prägend für das Selbstverständnis.
Ganz anders die Zuwanderer aus dem Reich: Diese fühlten sich überwiegend als Deutsche und verstanden vielfach nicht, warum die deutschsprachigen Einwohner sich mit Frankreich identifizierten.

### Beamtenschaft
Nach der Niederlage im Deutsch-Französischen Krieg hatte die französische Regierung ihre Beamten und Richter aufgefordert, ihre Aufgaben nicht länger wahrzunehmen. So mussten die meisten wichtigen Verwaltungspositionen neu besetzt werden. Daneben bestand der Wunsch des Reiches, loyale Beamte einzusetzen. Beides führte dazu, dass ein großer Teil der Beamtenschaft des Reichslandes neu ernannt wurde. Die neue Beamtenschaft rekrutierte sich weitaus überwiegend aus Altdeutschen. Dies wurde als Benachteiligung der Einheimischen wahrgenommen und verstärkte den Gegensatz weiter.

### Militär
Die Militärangehörigen machten ein Viertel der Einwanderer aus dem Reich aus. Sie konzentrierten sich auf die großen Militärstützpunkte. Die Konflikte zur autochthonen Bevölkerung entstanden hier auch aus dem hohen gesellschaftlichen Status der Militärs, die auf die (einheimische) Zivilbevölkerung vielfach herabblickten. Die Zabern-Affäre ist ein bekanntes Beispiel für diese Konfliktsituation.

## Langsamer Ausgleich
Die genannten Konflikte führten dazu, dass nach der Zession zunächst einmal ausschließlich „Protestler“ und Autonomisten aus dem Reichsland in den Reichstag gewählt wurden. Im Laufe der 48 Jahre der deutschen Herrschaft nahmen die Differenzen zwischen den „Wackes“ und den „Altdeutschen“ immer weiter ab. Am Ende des Kaiserreichs entsprach das Wahlverhalten im Reichsland dem des restlichen Reiches.

## Die Vertreibung der Altdeutschen
Mit der Niederlage des Deutschen Kaiserreichs im Ersten Weltkrieg musste die Weimarer Republik im Versailler Vertrag der Rückgabe von Elsaß-Lothringen an Frankreich zustimmen. Um die zurückgewonnenen Gebiete zu sichern, wurde eine Politik der Assimilation betrieben. Erster Schritt hierzu war die Ausweisung „unzuverlässiger“ und „pangermanischer“ Bürger, allen voran die Altdeutschen.
Die Bewohner des Elsass wurden ab dem 14. Dezember 1919 je nach Abstammung in vier Gruppen eingeteilt:
1. A Vollfranzosen: Einwohner, die selbst oder deren Eltern/Großeltern vor 1870 in Frankreich oder Elsaß-Lothringen geboren worden waren
2. B Teilfranzosen: ein Eltern- bzw. Großelternteil stammte schon vor 1870 aus Frankreich oder Elsaß-Lothringen
3. C Ausländer: Einwohner, die selbst oder deren Eltern/Großeltern aus einem mit Frankreich verbündeten oder neutralen Staat stammten
4. D Deutsche: Einwohner, die selbst oder deren Eltern/Großeltern aus dem übrigen Deutschen Reich oder aus Österreich-Ungarn stammten.

Personen der Klasse D, die Altdeutschen, insgesamt etwa 200.000 Menschen, wurden vertrieben. Nachdem US-Präsident Woodrow Wilson auf die Regierung in Paris Druck ausgeübt hatte, konnte etwa die Hälfte von ihnen in den folgenden Monaten wieder in das ehemalige Elsaß-Lothringen zurückkehren.
Instrument dieser Vertreibungen waren die Commissions de Triage (Selektionsausschüsse), die den Personenkreis der zu vertreibenden Deutschen festlegten. Diese Vertreibungspolitik war in den Folgejahren eine der Ursachen für die autonomistischen Positionen der elsässischen Politik.